# Coniopteryx ghanana
Coniopteryx ghanana är en insektsart som beskrevs av György Sziráki 1994. Coniopteryx ghanana ingår i släktet Coniopteryx och familjen vaxsländor. Inga underarter finns listade i Catalogue of Life.